# 張孝
张孝（？—？），字楙葵，號綗庵，四川重庆府巴县人，明朝政治人物。

## 生平
万历二十八年（1600年）庚子科四川乡试舉人，三十二年（1604年），登甲辰科进士，工部觀政，三十三年授丹徒縣知縣，三十八年補工部屯田司主事，三十九年升器皿厂，四十年加升郎中，管陵工，四十五年升徽宁参议，四十八年升上湖道副使，天启元年调武昌道，三年升云南右参政，四年升湖廣按察使，崇祯元年升江西右布政，改苏松，三年患病。